# 571 Dulcinea
571 Dulcinea este un asteroid din centura principală, descoperit pe 4 septembrie 1905, de Paul Götz.